# NGC 1445
NGC 1445 è una lontana galassia a spirale situata nella costellazione dell'Eridano, a una distanza di circa 468 milioni di anni luce dalla nostra Via Lattea.

## Scoperta
La galassia è stata scoperta nel 1886 dall'astronomo statunitense Frank Muller.

## Descrizione
La classificazione morfologica di questa galassia non era chiaramente identificabile nelle prime immagini, ed è stata interpretata in modo diverso dai vari database che la consideravano peculiare o ellittica. Le recenti immagini ottenute dalle osservazioni DESI Legacy Imaging Surveys, hanno permesso di rilevare la presenza di bracci di spirale e quindi di chiarire che si tratta di una galassia a spirale.